# Eyrans
Eyrans egy francia település Gironde megyében az Aquitania régióban. Lakosainak száma 755 fő (2022. január 1.).

## Adminisztráció
Polgármesterek:
| Regnálás  | Polgármester        |
| --------- | ------------------- |
| 1792-1800 | Báró                |
| 1800-1805 | Peter Peroche       |
| 1800-1811 | Jean Lacroix Gornet |
| 1811-1827 | Joseph Gornet       |
| 1827-1837 | Peter Chaban        |
| 1837-1846 | Pierre Effie        |
| 1846-1849 | Michel Perrier      |
| 1849-1854 | Frédéric Drouillard |
| 1854-1870 | Charles Theobald    |
| 1870-1874 | Pierre Pelletant    |

| Regnálás  | Polgármester      |
| --------- | ----------------- |
| 1874–1876 | Charles Thibaud   |
| 1876–1888 | Jean Robert       |
| 1888–1904 | Aurélien Perrier  |
| 1904–1909 | Jean Migne        |
| 1909–1925 | Frédéric Dupont   |
| 1925–1938 | Camille Goyau     |
| 1938–1971 | Norbert Pontaille |
| 1971–2001 | Roger Contis      |
| 2001–2020 | Bernard Bailan    |
|           |                   |

## Demográfia
| Lakosok száma | 448  | 557  | 596  | 616  | 719  | 748  | 773  | 764  | 761  | 755  |
|               | 1968 | 1982 | 1990 | 2006 | 2013 | 2015 | 2017 | 2019 | 2020 | 2022 |

## Látnivalók
- Régi kórház